# 21387 Wafakhalil
Wafakhalil (asteróide 21387) é um asteróide da cintura principal, a 2,0813945 UA. Possui uma excentricidade de 0,1211106 e um período orbital de 1 331,13 dias (3,65 anos).
Wafakhalil tem uma velocidade orbital média de 19,35453149 km/s e uma inclinação de 3,48832º.
Este asteróide foi descoberto em 20 de Março de 1998 por LINEAR.